# Shiraishi Shunya
Shiraishi Shun'ya (白石 隼也 (Bạch Thạch Chuẩn Dã) sinh ngày 3 tháng 8 năm 1990) là một diễn viên người Nhật. Anh đoạt ngôi á quân trong cuộc thi Junon Super Boy Contest 2007.

## Diễn xuất

### Phim truyền hình
| Năm  | Tựa                              | Vai                               | Mạng     | Ghi chú                      |
| ---- | -------------------------------- | --------------------------------- | -------- | ---------------------------- |
| 2010 | Q10                              |                                   | NTV      |                              |
| 2011 | Honboshi: Shinri Tokusou Jikenbo |                                   | TV Asahi |                              |
| 2012 | Kamen Rider Fourze               | Souma Haruto / Kamen Rider Wizard | TV Asahi | Youth-Ful Gal-Axy (Tập cuối) |
| 2012 | Kamen Rider Wizard               | Souma Haruto / Kamen Rider Wizard | TV Asahi |                              |

### Phim
| Năm  | Tựa                                                               | Vai                               | Ghi chú   |
| ---- | ----------------------------------------------------------------- | --------------------------------- | --------- |
| 2008 | Uniform SurviGirl II                                              |                                   |           |
| 2009 | Gokusen: The Movie                                                |                                   |           |
| 2009 | Gakko Ura Site                                                    |                                   |           |
| 2009 | Chasing My Girl                                                   |                                   |           |
| 2010 | Goldfish in Sea                                                   | Masaru Teraoka                    |           |
| 2011 | Gantz                                                             | Sakurai Hiroto                    |           |
| 2011 | Snow Flake                                                        |                                   |           |
| 2011 | Ninja Kids!!!                                                     | Komatsu                           |           |
| 2011 | Kaiji 2                                                           |                                   |           |
| 2012 | Signal                                                            | Miyase Haruto                     |           |
| 2012 | Kamen Rider Fourze the Movie: Space, Here We Come!                | Souma Haruto / Kamen Rider Wizard | Cảnh ngắn |
| 2012 | Kamen Rider × Kamen Rider Wizard & Fourze: MOVIE Taisen Ultimatum | Souma Haruto / Kamen Rider Wizard |           |
| 2016 | Good Moring Call                                                  | Uehara Hisashi                    | Main      |